# Rhyzodiastes myopicus
Rhyzodiastes myopicus es una especie de escarabajo terrestre, categorizada en la tribu Clinidiini, de la subfamilia Rhysodinae. Se atribuye su descripción al entomólogo de origen inglés Gilbert John Arrow, quien la citó por primera vez en 1942.

## Descripción
La especie mide 6,3-7,5 mm de longitud. Cuenta con una cabeza ciertamente ancha y larga, surcos frontales estrechos y poco profundos, además cuenta con abundante pilosidad a lo largo de su cuerpo, estilete antenal relativamente corto, el pronoto es moderadamente alargado con una longitud de 1,40 mm y cuenta con carenas internas lisas.

## Distribución
Se distribuye por la parte del sudeste Asiático, en la península de Malaca.